# Maia Pandzjikidze
Maia Pandzjikidze (georgiska: მაია ფანჯიკიძე), född 16 oktober 1960 i Tbilisi, är en georgisk politiker och mellan den 25 oktober 2012 och 5 november 2014 var hon landets utrikesminister. Pandzjikidze hade tidigare arbetat inom utrikespolitik genom att arbeta vid Georgiens ambassader i både Tyskland och Nederländerna. I Nederländerna var hon själv ambassadör mellan åren 2007 och 2010. Efter att partikoalitionen Georgiska drömmen vunnit det georgiska parlamentsvalet i oktober 2012 utsågs hon till landets utrikesminister. Den 25 oktober samma år tillträdde hon officiellt posten och blev därmed landets tredje kvinnliga utrikesminister någonsin, då tidigare Salomé Zurabisjvili var landets utrikesminister mellan år 2004 och 2005 samt Ekaterine Tqesjelasjvili år 2008. Hon avgick en dag efter Irakli Alasania i november 2014 och efterträddes av Tamar Berutjasjvili.

## Biografi

### Tidiga år, bakgrund
Maia Pandzjikidze föddes i Tbilisi 1960 och är dotter till den georgiske författaren Guram Pandzjikidze. Pandzjikidze är utbildad filolog vid universiteten i Tbilisi och Jena och hon lärde sig tyska i Tbilisi innan hon år 1994 började arbeta för den georgiska utrikestjänsten.
Merparten av hennes karriär har centrerat kring den georgiska ambassaden i Tysklands huvudstad Berlin. Hon tjänade under en kort period år 2004 som vice utrikesminister under Salomé Zurabisjvili och blev under samma år Georgiens ambassadör i Tyskland, en post hon höll fram till 2007 då hon tillträdde samma post i Nederländerna.
Hon avgick som ambassadör i Nederländerna år 2010. Efter att ha blivit avfärdad av den georgiska utrikestjänsten år 2010 hävdade hon att bakgrunden till beslutet var politiskt. Beslutet skulle enligt henne vara att hennes svåger, Irakli Alasania, slutat som Georgiens ambassadör i USA och gått med i oppositionen mot dåvarande presidenten Micheil Saakasjvili.

### Opposition
I februari 2012 gick Pandzjikidze med i den georgiske mångmiljardären Bidzina Ivanisjvilis nystartade oppositionsparti Georgisk dröm – demokratiska Georgien. Målet var att kunna utmana det då sittande partiet Enade nationella rörelsen i parlamentsvalet den 1 oktober 2012.
Under valrörelsen fungerade hon som den Ivanisjvili-styrda koalitionen Georgiska drömmens talesperson.

### Utrikesminister
Efter att Georgisk dröm vunnit det georgiska parlamentsvalet den 1 oktober 2012 utnämndes Pandzjikidze till utrikesminister i Regeringen Ivanisjvili. Hon tillträdde tillsammans med den övriga regeringen den 25 oktober samma år.
I hennes första uttalande som minister sade hon att målen med Georgiens utrikespolitiks policys rörande den Europeiska och den Euro-Atlantiska integrationen, strategiskt partnerskap med USA samt goda relationer med sina grannländer skulle kvarstå. Hon nämnde även att den nya regeringen skulle försöka normalisera relationerna med Ryssland. Hon förtydligade dock att Georgien inte kommer att återknyta de diplomatiska banden med landet så länge Ryssland behåller sina ambassader i Georgiens utbrytarregioner Abchazien och Sydossetien.

## Privatliv
Utöver sitt modersmål, georgiska, talar Pandzjikidze även tyska, nederländska, engelska och ryska flytande. Hon är gift och har två söner.